# Adolf von Morlot

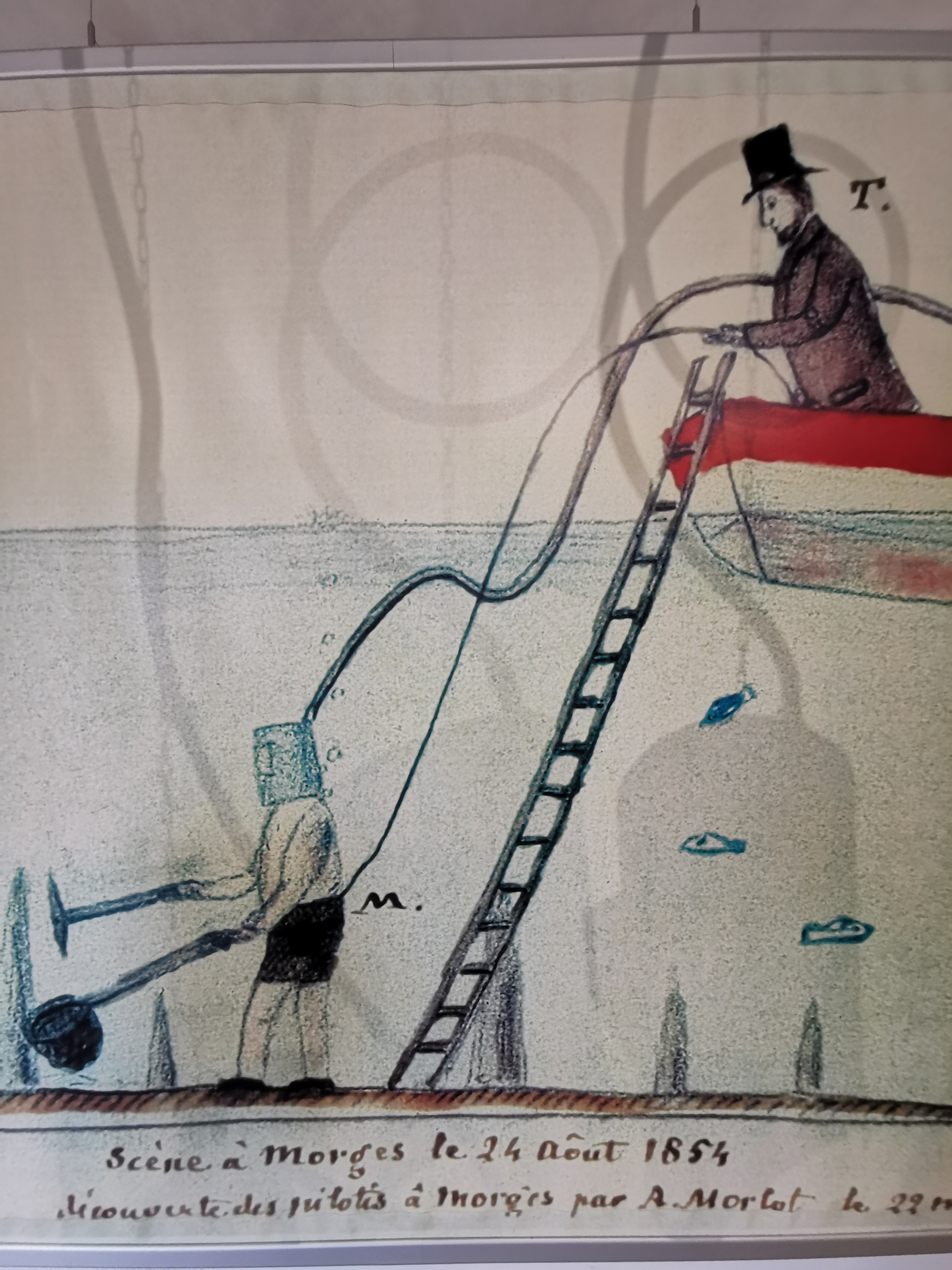
Adolf von Morlot bei Tauchversuchen am 24. August 1854 im Genfer See

Karl Adolf von Morlot, auch Adolph von Morlot, französisch Charles Adolphe Morlot, (* 22. März 1820 in Neapel; † 10. Februar 1867 in Bern) war ein Schweizer Geologe und Prähistoriker. Bedeutungsvoll ist sein Beitrag zur Entdeckung der pleistozänen fennoskandischen Inlandvereisung und zum Nachweis der mehrmaligen Vergletscherung der Alpen. Häufig wird er auch, wie erst in neuerer Zeit erkannt, irrtümlich als Urheber des Namens für den jüngsten Zeitabschnitt der Erdgeschichte, dem Quartär bezeichnet.

## Biographie
Morlot war der Sohn eines Arztes aus einer alteingesessenen Berner Patrizierfamilie. Er besuchte eine Privatschule und die Realschule in Bern und studierte ab 1838 Geologie und Mathematik in Bern (bei Bernhard Studer), in Paris (Collège Sainte-Barbe) und 1843 bis 1844 an der Bergakademie Freiberg bei Bernhard von Cotta. Anschließend ging er nach Wien und besuchte Bergbau-Kurse bei Wilhelm von Haidinger und Paul Partsch und war danach bei der geologischen Landesaufnahme in Österreich tätig. Ab 1846 war er auch Vereinscommissär des Geognostisch-montanistischen Vereins von Innerösterreich in der Steiermark in  Graz. In Wien stand er mit Friedrich Simony in Verbindung und war ein Freund von Franz von Hauer. Er versuchte bei der im Jahr 1849 in Wien gegründeten Geologischen Reichsanstalt angestellt zu werden, hatte aber keinen Erfolg und kehrte in die Schweiz zurück.
Von 1851 bis 1853 war er Professor für Geologie an der Akademie Lausanne, hier wurde Theobald von Zollikofer sein Schüler. Ab etwa 1860 wandte er sich der Archäologie (Prähistorie) zu, er reiste auch nach Dänemark und wurde dort für seine Verdienste mit dem Danebrog-Orden geehrt. Von 1865 bis 1867 war er als Konservator der archäologischen Sammlungen in Bern tätig.

## Werk
Während seiner Studienzeit in Freiberg hat er aufgrund seiner Erfahrung mit den Alpengletschern die von Carl Friedrich Naumann im Frühjahr 1844 entdeckten Gletscherschliffmale in den Hohburger Bergen als untrüglichen Beweis für eine Inlandvergletscherung, die bis zum Vorland des Erzgebirges reichte, bestätigt und dies auch noch im gleichen Jahr publiziert. In der Fachwelt blieb das allerdings unbeachtet. Manche bezeichnen ihn neuerdings sogar als Entdecker der Inlandvereisungen.
Während seiner Zeit in Österreich war er vorwiegend mit geologischen Kartierungen beschäftigt. Er bearbeitete daneben auch andere geologische Themen, z. B. führte er Experimente zur Entstehung von Dolomit durch und stellte der Dolomitisierungstheorie von Leopold von Buch die These entgegen, dass der Dolomit durch die Einwirkung einer wässrigen Lösung von Magnesiumsulfat auf Kalkstein entstanden sei.
In den 1850er Jahren untersuchte er die quartären Schichtenfolgen im Rhone-Becken der Westschweiz und setzte damit die Forschungen von Karl Friedrich Schimper und Louis Agassiz fort. Schimper hatte 1836 unter anderen anhand der Gletscherschliffe von Le Landeron bei Neuchâtel bewiesen, dass die Talweitung des Schweizer Mittellandes während einer von ihm „Eiszeit“ genannten Epoche vom Rhone-Gletscher ausgefüllt war. Im Jahr 1854 beschrieb Morlot aus dem Gebiet des Genfersees eine Abfolge von drei „Diluvialterrassen“, durch deren zwei Moränenbänke die zweimalige Ausfüllung des Rhone-Beckens durch Gletscher bewiesen wurde. Den für diese stratigraphische Abfolge vermutlich wegen eines Irrtums eingeführten Namen „Quaternär“ änderte er aber bereits ein Jahr später in den schon lange verwendeten Begriff „Quartär“. Der Name „Quartär“ war bereits 1829 von Jules Desnoyers und 1833 vom Franzosen Henri Reboul verwendet worden (→Quartärforschung). Trotzdem wird ihm manchmal heute noch die Urheberschaft zugesprochen. Vermutet wird aber auch, dass er ihn erstmals im engen Zusammenhang mit dem känozoischen Eiszeitalter sah.

## Schriften
- Ueber die Gletscher der Vorwelt und ihre Bedeutung. Bern 1844[1]
- Erläuterungen zur geologischen Übersichtskarte der nordöstlichen Alpen. Wien 1847[11]
- Ueber Dolomit und seine künstliche Darstellung aus Kalkspath. Wien 1947[12]
- Geologische Karte der Umgebung von Leoben und Judenburg. Wien 1848.
- Erläuterungen zur geologischen Specialkarte von Steiermark und Illyrien. Wien 1849.
- Einiges über die geologischen Verhältnisse in der nördlichen Steiermark. Wien 1850[13]
- Über die Spuren eines befestigten römischen Eisenwerks in Wochein in Oberkrain. Wien 1850[14]
- Über die geologischen Verhältnisse von Raibl. Wien 1850[15]
- Über die geologischen Verhältnisse von Radoboj in Kroatien. Wien 1850[16]
- Über die geologischen Verhältnisse von Oberkrain. Wien 1850[17]
- Ueber erratisches Diluvium bei Pitten. Wien 1851[18]
- Notice sur le quaternaire en Suisse. Lausanne 1854[19]
- Ueber die quaternären Gebilde des Rhonegebiets. St. Gallen 1854[7]
- Quartäre Gebilde des Rhone-Gebietes. Stuttgart 1855[8]
- Quartäre Gebilde des Rhône-Gebietes. Stuttgart 1859[20]
- Über das Quartär-Gebirge am Genfer-See. Stuttgart 1860[21]
- Sur le terrain quartaire du bassin de Leman. Lausanne (Blanchard) 1861[22]
- Allgemeine Bemerkungen über die Alterthumskunde. Bern (Haller) 1859.
- Etudes géologico-archéologiques en Danemark et en Suisse. In: Bulletins des séances de la Société Vaudoise des Sciences Naturelles. Band 6, Lausanne (Blanchard) 1861. S. 259–328.
- Das graue Alterthum. Eine Einleitung in das Studium der Vorzeit. Schwerin (Bärensprung) 1865.